# Bebe Wood
Bebe Wood, född 2002, är en amerikansk skådespelare. Hon spelar rollen som Shania Clemmons i NBC:s TV-serie The New Normal. Wood är bosatt i Fairway i Kansas.

## Filmografi
- 2011 – Submissions Only - avsnittet "The Miller/Hennigan Act" som "Lizzie Walken"
- 2012 – 30 Rock - avsnittet "Murphy Brown Lied to Us" som "Cat"
- 2012 – Veep - avsnittet "Baseball" som "student"
- 2012 – The New Normal som "Shania Clemmons"